# Hansestadt Bremisches Amt
Das Hansestadt Bremische Amt (HBA) war eine bremische Behörde mit breitem Aufgabenspektrum in Bremerhaven. 1998 wurde das HBA mit dem Hafenamt Bremen zum Hansestadt Bremischen Hafenamt (HBH) zusammengelegt.

## Aufgaben
Das HBA war die Bau- und Verwaltungsbehörde für alle stadtbremischen Angelegenheiten in Bremerhaven. Für das Stadtbremische Überseehafengebiet Bremerhaven als Teil Bremens war es die Gemeindeverwaltung mit allen üblichen Hoheitsaufgaben, sofern sie nicht auf die Stadt Bremerhaven übertragen waren (Polizei, Schule, Feuerwehr). Bei Wahlen war ein Wahllokal für die Wahl zur Bremischen Bürgerschaft einzurichten. Auch die mehr als zwanzig stadtbremischen Dienststellen und Einrichtungen im Stadtgebiet Bremerhavens waren zu betreuen, z. B. das Amtsgericht mit Haftanstalt, die Hochschule und das später im Alfred-Wegener-Institut aufgegangene Institut für Meeresforschung sowie die Hallenbauten im Fischereihafen.

### Hafenbau
Bautechnische Aufgaben rund um die Häfen in Bremerhaven standen im Mittelpunkt des Aufgabenspektrums des HBA. Es kümmerte sich um den technischen Betrieb der Schleusen und beweglichen Brücken, die Unterhaltung und der Neubau der Kajen, des Straßen- und Gleisnetzes im Hafen und der etwa 80 bremischen Gebäude. Eine umfangreiche Aufgabe ist die Erhaltung der Wassertiefe in den Häfen. Dafür standen zwei Eimerkettenbagger, ein Spüler und Hilfsgerät wie Schlepper und Schuten zur Verfügung. Die ständige Anpassung des Hafens an die Verkehrsbedürfnisse war eine der wichtigsten Aufgaben und hatte laufend Neubaumaßnahmen zur Folge. Zu den größten Neubauprojekten gehörte der Container-Terminal Bremerhaven.
Koordinaten: 53° 32′ 25,7″ N, 8° 34′ 49,2″ O Diese Aufgaben wurden 2002 formal privatisiert und werden seither von bremenports wahrgenommen.

### Hoheitliche Aufgaben (Hafenamt)
Eine wesentliches Aufgabenfeld waren die hoheitlichen und nautischen Aufgaben, die vom Hafenkapitän wahrgenommen werden. Passierte ein Schiff die Hafengrenze, weist er ihm einen Liegeplatz zu. Dem Hafenkapitän obliegen der schifffahrtsmäßige Betrieb des Hafens, die Ausübung der hafen- und schifffahrtspolizeilichen Aufgaben der Hafensicherheit sowie die Aufsicht über die Seemannsämter und die Erlaubnis zum Fischfang. Seit der 1998 erfolgten Neuorganisation der Hafenverwaltung im Land Bremen werden diese Aufgaben vom Hansestadt Bremischen Hafenamt ausgeführt. Sein Leiter ist der Hafenkapitän.

## Geschichte

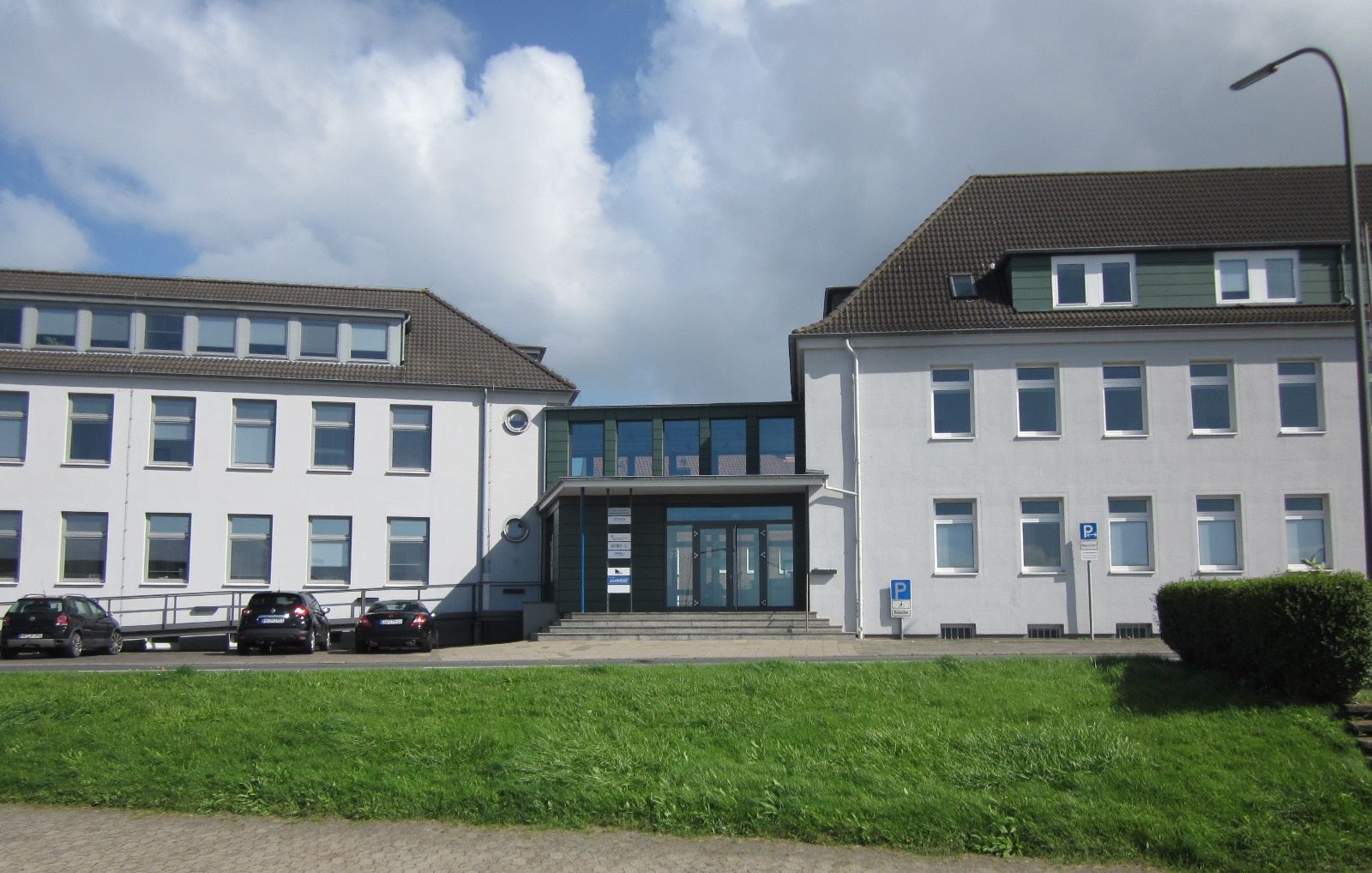
Ehemalige HBA-Gebäude an der Bussestraße

Das Hansestadt Bremische Amt (HBA) trug den Namen aus alter Tradition, die auf die ersten Häfen in Bremerhaven zurückging. Im Wesentlichen erfüllte es Aufgaben als Hafen- und Hafenbauamt. Im stadtbremischen Überseehafengebiet war es Gemeindeverwaltung, Verwaltungspolizei und Bauordnungsbehörde. Darüber hinaus war es Wasser- und Deichbehörde für das gesamte Hafengebiet. Die vielgestaltigen Aufgaben resultierten aus der Tatsache, dass das HBA zum einen als Amt der Stadtgemeinde Bremen (im stadtbremischen Überseehafengebiet), zum anderen als Landesbehörde im landeseigenen Fischereihafen tätig war, der zur Stadtgemeinde Bremerhaven in der Provinz Hannover gehörte. Durch Beschluss des Alliierten Kontrollrats fiel er 1947 an das Land Bremen, als der Freistaat Preußen aufgelöst wurde.
In der Stadt Bremen wurden die Aufgaben der Hafenverwaltung und -unterhaltung vom Hafenamt Bremen wahrgenommen. Es war zum 1. April 1990 aus dem Hafenamt Bremen (Hafenbehörde/Hafenkapitän) und dem Hafenbauamt Bremen (Neubau, Wartung, Instandhaltung, Immobilienverwaltung) geschaffen worden.
Im Rahmen der Verwaltungsoptimierung wurden das Hansestadt Bremische Amt (HBA) und das Hafenamt Bremen am 1. Juni 1998 zusammengelegt. Die Behörde erhielt den Namen Hansestadt Bremisches Hafenamt (HBH). Letzter Leiter des HBA war der Ltd. Regierungsdirektor Dipl. Ing. Hinrich Gravert. Er wurde auch bis zu seiner Pensionierung am 31. Dezember 2001 erster Leiter des HBH.
Um 1980 hatte das HBA etwa 650 Mitarbeiter.

## Gebäude

### Bremisches Amts- und Hafenhaus

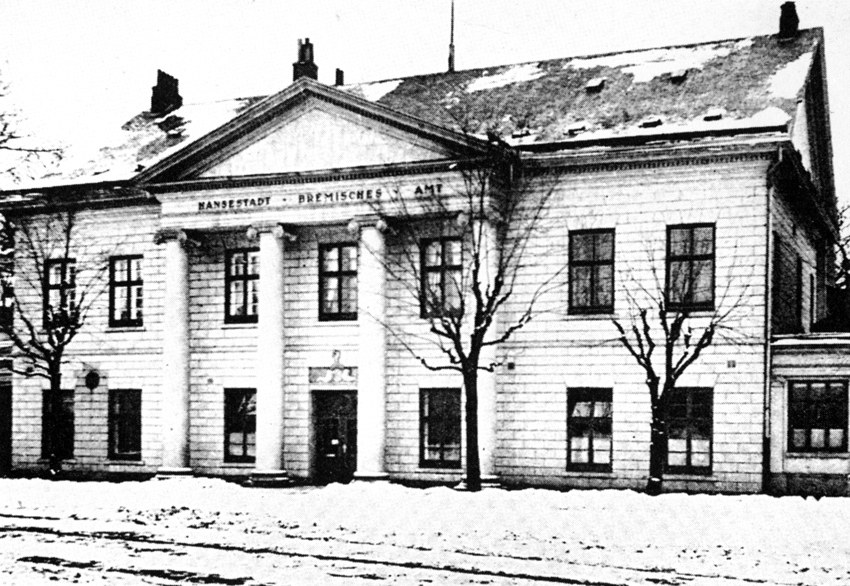
Hansestadt Bremisches Amt in Bremerhaven (1900)

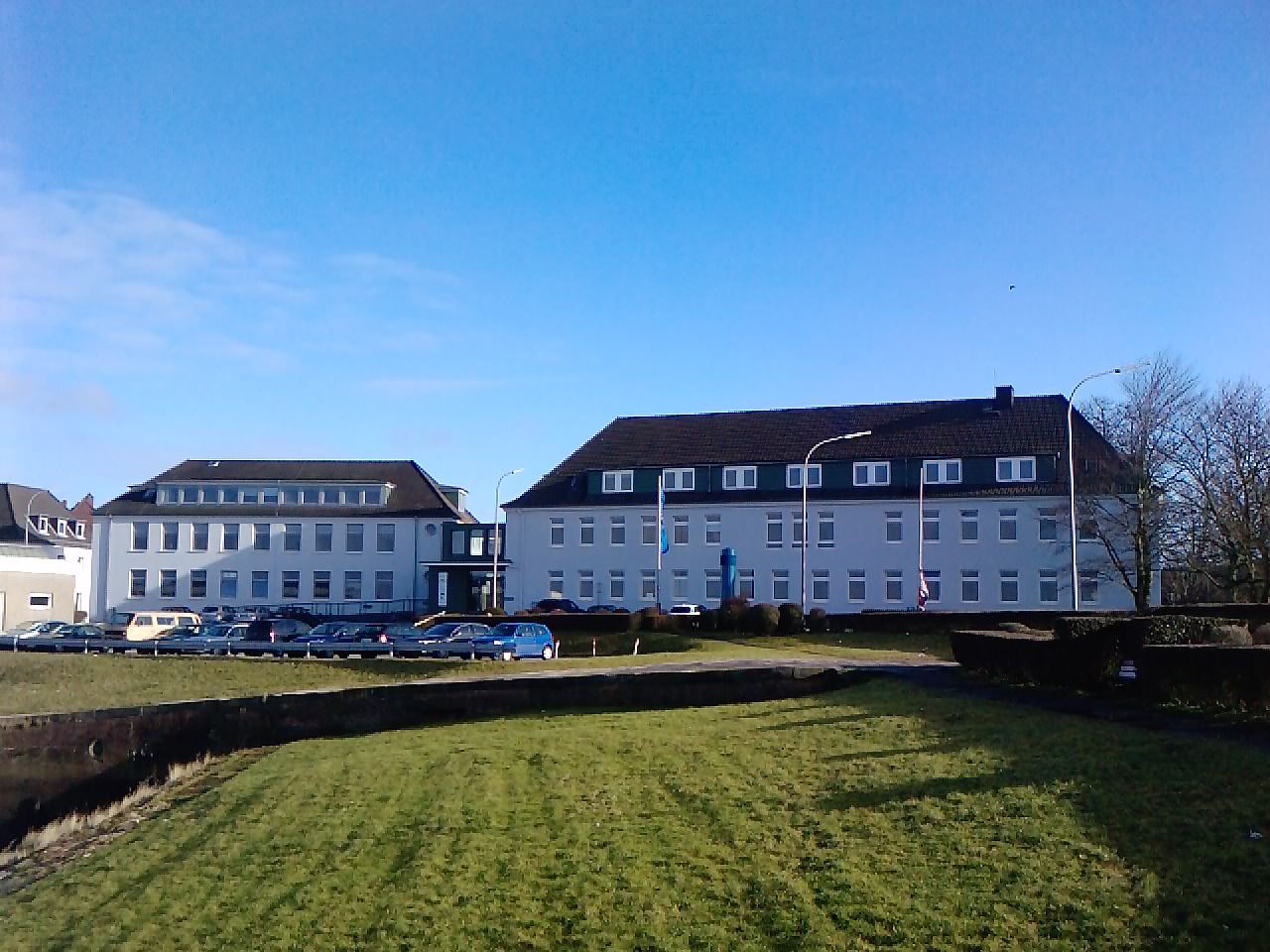
Bussestraße 27

Das Bremische Amtshaus – auch Bremisches Amts- und Hafenhaus oder Bremisches Haus – war das erste aus Stein errichtete Gebäude des 1827 neugegründeten Ortes Bremerhaven. Errichtet wurde es 1829 von dem niederländischen Baumeister van Limbeck (oder van Limbeek). Im klassizistischen Stil gebaut, stand es bei der Schleuse zum ersten Hafenbecken Bremerhavens, östlich der Straße Am Hafen (heute Am Alten Hafen) – ungefähr dort, wo sich heute das Havenhaus mit dem Kino Cinemotion und der Theatergarage befindet. In den Gründungsjahren war das HBA-Gebäude das bedeutendste „Wahrzeichen ziviler Hoheit“ Bremerhavens.
Das zweistöckige Hauptgebäude wurde aus hellen Steinen mit einem parallel zur Straße angelegten (traufständigen) Satteldach errichtet. Es hatte eine Länge von 16,2 Metern und eine Breite von 9,9 Metern. Die Front war in sieben Fensterachsen aufgeteilt, wobei den mittleren drei ein Portikus mit vier ionischen Säulen und einem Dreiecksgiebel vorgesetzt war.
Am Kopf des Vorbaus stand die Inschrift
HANSESTADT BREMISCHES AMT
Direkt über dem Eingangsportal war das Bremer Wappen angebracht. Flankiert wurde der Hauptbau von zwei gleichen einstöckigen Seitengebäuden.
Beim Bau des Amtshauses traten Schwierigkeiten auf, als die Ausführenden nach Beginn der Bauarbeiten die Kosten für den Portikus erhöhten. Daraufhin beschloss die Bremer Deputation auf den ganzen Vorbau zu verzichten. Durch die Vermittlung von Hafenbaumeister Jacobus Johannes van Ronzelen konnte das Gebäude jedoch wie geplant vollendet werden. Erster Amtmann in Bremerhaven war Johann Heinrich Castendyk.
Das Gebäude wurde im Zweiten Weltkrieg beim schwersten der vielen Luftangriffe auf Bremerhaven am 18. September 1944 zerstört.

### Gebäude Bussestraße
Das Hansestadt Bremisches Amt (HBA) hatte nach 1945 seinen Dienstsitz in der Bussestraße Nr. 27 in Bremerhaven, Stadtteil Geestemünde in einem zweigeschossigen Doppelgebäude an der Geeste.

Hier ist seit 2009 das Institut für marine Ressourcen IMARE untergebracht.
Daneben gab es noch technische Betriebsstätten im Gebiet des Fischereihafens und der stadtbremischen Überseehäfen.